# 봉화 야옹정
봉화 야옹정(奉花 野翁亭)은 대한민국 경상북도 봉화군 상운면에 있는 건축물이다. 1985년 8월 5일 경상북도의 문화재자료 제153호 야옹정으로 지정되었다가, 2013년 4월 8일 경상북도의 민속문화재 제180호 봉화 야옹정으로 문화재 등급이 조정되었다.

## 개요
야옹 전응방(1491∼1554)이 조선 선조(재위 1567∼1608) 때 세운 정자로 도덕과 학문을 강의하고 토론하던 곳이다.
전응방은 중종 때 진사에 급제하였으나 단종 때 왕위찬탈의 추함을 몸소 겪은 할아버지 휴계 전희철의 유언을 받들어 관직에 뜻을 버리고 산수 좋은 이곳에 야옹정을 세워 도덕과 학문을 수련하였으며, 퇴계 이황과 자주 만나 도학을 강론하였다.
앞면 3칸·옆면 2칸 규모로, 지붕은 옆면에서 볼 때 여덟 팔(八)자 모양을 한 팔작지붕이다. 현판은 퇴계 이황이 직접 쓴 것이다.

## 참고 자료
- 봉화 야옹정 - 국가유산청 국가유산포털